# Округ Керитак (Северна Каролина)
Керитак (енгл. Currituck County) је округ у америчкој савезној држави Северна Каролина.

## Демографија
По попису из 2010. године број становника је 23.547, што је 5.357 (29,5%) становника више него 2000. године.
| Група             | 2000.          | 2010.          |
| Белци             | 16.287 (89,5%) | 20.876 (88,7%) |
| Афроамериканци    | 1.318 (7,2%)   | 1.361 (5,8%)   |
| Азијати           | 71 (0,4%)      | 148 (0,6%)     |
| Хиспаноамериканци | 261 (1,4%)     | 704 (3,0%)     |
| Укупно            | 18.190         | 23.547         |